# Clifden
Clifden (irl. An Clochán) – miasto w zachodniej części hrabstwa Galway w Irlandii, będące stolicą regionu Connemara.